# Nimba National Forest
Nimba National Forest är en skog i Liberia.   Den ligger i regionen Nimba County, i den nordöstra delen av landet, 290 km nordost om huvudstaden Monrovia.